# 承峰
承峰（英語：The Balmoral）是位於新界大埔區馬窩的一個私人住宅發展項目，由信和置業發展，處於大埔南半山，鄰近新峰花園及桃源洞。
發展商以低密度英式大戶大宅設計作為主要賣點，發展商表示項目繼承同系畢架山峰風格，單位設特大露台，並被翠綠山巒環抱，設林蔭小徑直達屋苑。項目單位建築面積為840-2,315平方呎，開售呎價約由$8,600起，提供2-4房雙套房開則，並提供名爲"承峰空中花園大宅"的頂樓複式戶以及名爲"承峰花園大宅"的平台特色戶。而整個屋苑只有79個單位，每座樓高7層（不設4、5樓），均有露台設計，屋苑於2010年1月入伙。
屋苑內亦有會所及停車場，其會所設施有嬉水池、健身室、宴會廳等；停車場則有102個車位。

## 邨巴

#### NR59線
循環來往新峰花園各期及大埔墟站，部分班次繞經運頭塘邨，班次約2-10分鐘一班，服務時間為06:30-00:00。該綫原只服務新峰花園居民，後來同時容許承峰住戶乘搭，承峰住戶需要到新峰花園二期邨巴站乘搭邨巴。現時由南記旅運有限公司營辦，目前有四部27座配置粉紅色新峰花園屋苑塗裝的豐田Coaster私家小巴運行。
下雨時亦會安排邨巴入新峰花園內有蓋位置上落客，特別的是承峰住戶需要步行更遠至新峰花園二期内乘搭邨巴。而早上繁忙時間四部邨巴將平均分配，避免地理位置較下的四期、二期及承峰住客出現長期不能上車的情況。車程收費為$4，乘客需於上車時繳付車票。

## 軼聞
由於鄰近屋苑新峰花園同爲信和發展以及屋苑名稱相近，因此在承峰入伙前以至現在均有不少人視承峰為新峰花園的第五期，包括前新富區區議員胡耀昌。承峰住戶可乘搭新峰花園邨巴但不能共用會所以及進入新峰花園範圍。

## 附近住宅
- 新峰花園

## 外部連結
- 承峰 官方網頁